# وسنا فاجان
وسنا فاجان (انگلیسی: Vesna Fabjan؛ زادهٔ ۱۳ مارس ۱۹۸۵) اسکی‌باز صحرانوردی اهل اسلوونی است.